# Duchmaus
Duchmaus je postava z pověstí města Stříbra. Jde o vrtošivého skřeta, který se objevuje v místních dolech. Je to strážce bohatství Země, zosobněný sebezáchovný princip Země. Duch dvojznačné povahy – člověku v podzemí do jisté míry pomáhající – i bránící jeho snahám, když se staly bezbřehé a invazivní. Milovník koní, nadán dovedností je léčit. Je drobné postavy, šedozelené pleti, s nepoměrně velikou, „koňskou“ hlavou a s šesti prsty na rukou. 
Původní německá podoba jména Duckmauser snad vznikla zkomolením slova Duckmäuser – potměšilec, skrčenec, tichošlápek. V posunuté a zpola počeštěné podobě Duchmaus lze jméno skřeta, s jistou licencí, vidět jako symbol dávného soužití Čechů a Němců v městě Stříbře.
Od roku 2007 je Duchmaus také značka čtrnáctistupňového pšeničného piva z produkce stříbrského pivovaru U Rybiček.